# 高木元右衛門
高木 元右衛門（たかぎ もとえもん、天保4年（1833年） - 元治元年7月19日（1864年8月20日））は、江戸時代後期から幕末にかけての肥後国菊池郡深川村（現熊本県菊池市深川）の肥後藩士。深川村の郷士・高木甚之助の次男。諱は直久。変名は深川策助。

## 生涯
武芸に優れ、成童の頃に父・甚之介の剣術仲間であった荒尾村の郷士・宮崎政賢の養子となる。宮部鼎蔵に山鹿流兵法を学び、地元の学者、高山蘭痴からも教えを受けた。宮崎家からは家督相続人として迎えられていたが、国事を志して宮崎家を飛び出し、武者修行の旅へ出る。
尊王攘夷派と親交を深め、肥後勤王党に加わる。文久2年（1862年）、肥後藩親兵隊として上洛。文久3年（1863年）、八月十八日の政変による七卿落ちの際には、七卿を護衛して長州に赴いた。また、この頃に脱藩し、京都で活動する。元治元年（1864年）6月の池田屋事件で新選組の襲撃を受け、近藤勇と応戦して包囲網を突破し、長州藩邸に逃げ込んだ。翌月の禁門の変で長州方として戦い、幕府軍の銃弾を受けて戦死した。享年32。
墓は京都の霊山墓地にある。明治35年（1902年）、正五位を追贈された。
熊本市の桜山神社に宮部鼎蔵らと共に祀られており、近年、故郷菊池のわいふ一番館に銅像が建てられた。